# تاچیهارا سوئیکن

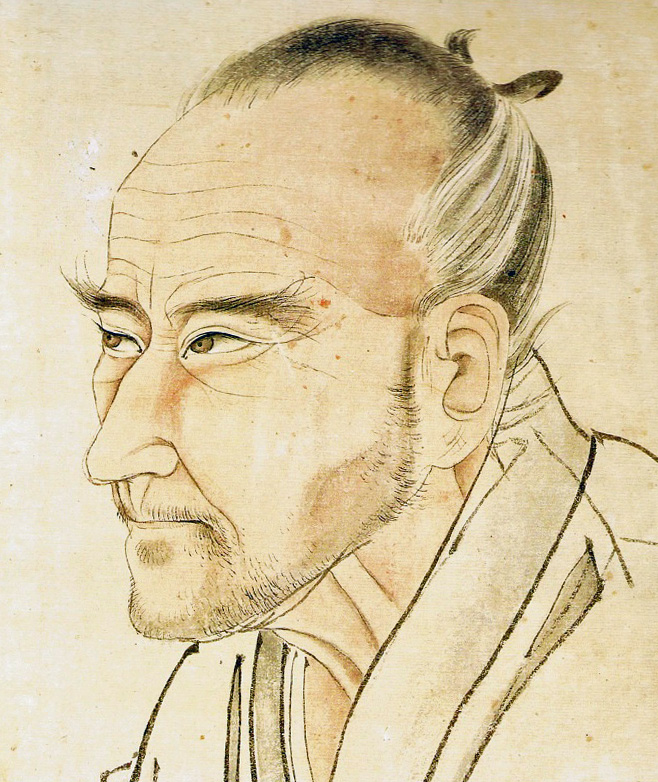

تاچیهارا سوئیکن (به ژاپنی: 立原 翠軒 たちはら すいけん)، (تولد ۱۷۴۴ - مرگ ۱۸۲۳)، سامورایی قلمرو میتو در اواسط تا اواخر دوره ادو بود. او به عنوان یک محقق، به دو نسل از اربابان این قلمرو، پنجمین توکوگاوا مونه‌هارو و ششمین توکوگاوا هاروموری، خدمت کرد. نام خانوادگی واقعی او خاندان تایرا بود.